# Gouvernement Oury
République de Guinée
Goumou 
Le gouvernement Bah Oury est le gouvernement guinéen sous la transition dirigée par le colonel puis général Mamadi Doumbouya.
Amadou Oury Bah, est le chef de gouvernement en fonction depuis le 27 février 2024.

## Historique du mandat
Dirigé par le Premier ministre Amadou Oury Bah, ce gouvernement succède au gouvernement Bernard Goumou dissout le 19 février 2024.
La structure du gouvernement est dévoilée le 5 mars 2024 composée de 29 ministres dont 2 secrétaires généraux.
Le 13 mars 2024, le Premier ministre nomme les membres de son gouvernement, composé de 23 hommes et six femmes.
Le ministre des Transports, Ousmane Gaoual Diallo est choisi en tant que Porte-parole du gouvernement.
Le samedi 23 mars 2024, le Premier ministre, chef du gouvernement, Amadou Oury Bah conduit les membres du gouvernement, le ministre secrétaire général de la présidence Amara Camara et le ministre directeur de cabinet de la présidence Djiba Diakité pour une immersion de 48 heure, le samedi 23 mars au camp militaire de Kalako dans la basse arrière du Groupement des forces spéciales de Guinée et le dimanche 24 mars 2024 dans la 1re région militaire de Guinée à Kindia.
Le 30 juin 2025, la composition de cinq ministère sont scinder en 10 ministères,.
Le 29 juillet 2025, un remaniement gouvernement est marquée par l’arrivée de cinq nouveaux membres dont une femme au gouvernement et le déplacement de deux ministres. Parmis les nouveau honorable Cellou Baldé député uninominale de Labé au compte du partie de l'opposition UFDG de Cellou Dalein Diallo.

## Composition

### Initiale[2]
| Portail                                                        | Fonction | Portefeuille | Portefeuille                                          |
| -------------------------------------------------------------- | --- | ------------ | ----------------------------------------------------- |
|                                                                | Premier ministre |              | Amadou Oury Bah                                       |
|                                                                | Ministre de la Défense nationale                                                                                                  |              | Aboubacar Sidiki Camara                               |
|                                                                | Garde des Sceaux, Ministre de la Justice et des Droits de l'Homme                                                                 |              | Yaya Kairaba Kaba                                     |
|                                                                | Ministre de la Culture et de l'Artisanat                                                                                          |              | Moussa Moise Sylla (jusqu'au 29 juillet 2025)         |
| Ministre du Tourisme et de l'hôtelerie                         | |              | Moussa Moise Sylla (jusqu'au 29 juillet 2025)         |
|                                                                | Ministre des Infrastructures et des Travaux publics                                                                               |              | Mahamadou Abdoulaye Diallo (jusqu'au 29 juillet 2025) |
|                                                                | Ministre de la Santé et de l'Hygiène publique                                                                                     |              | Dr Oumar Diouhé Bah                                   |
|                                                                | Ministre de l'Environnement et du Développement durable                                                                           |              | Djami Diallo                                          |
|                                                                | Ministre de l'Administration du territoire et de la Décentralisation                                                              |              | Ibrahima Kalil Condé                                  |
|                                                                | Ministre de l'Enseignement Supérieur, de la Recherche scientifique et de l'Innovation                                             |              | Alpha Bacar Barry                                     |
|                                                                | Ministre des Mines et de la Géologie                                                                                              |              | Bouna Sylla                                           |
|                                                                | Ministre de l'Urbanisme, de l'Habitat et de l'Aménagement du territoire, chargé de la récupération des domaines spoliés de l'État |              | Mory Condé                                            |
|                                                                | Ministre de la Jeunesse |              | Keamou Bogola Haba (jusqu'au 29 juillet 2025)         |
| Ministre des Sports                                            | |              | Keamou Bogola Haba (jusqu'au 29 juillet 2025)         |
|                                                                | Ministre des Postes, des Télécoms et de l'Économie numérique                                                                      |              | Rose Pola Pricemou                                    |
|                                                                | Ministre de l'Économie et des Finances                                                                                            |              | Mourana Soumah                                        |
|                                                                | Ministre du Budget |              | Facinet Sylla                                         |
|                                                                | Ministre du Travail et de la Fonction publique                                                                                    |              | Faya François Bourouno                                |
|                                                                | Ministre de la Sécurité et de la Protection civile                                                                                |              | Bachir Diallo                                         |
|                                                                | Ministre du Commerce |              | Dr Diaka Sidibé (jusqu'au 29 juillet 2025)            |
| Ministre de l'Industrie et des Petites et Moyennes entreprises | |              | Dr Diaka Sidibé (jusqu'au 29 juillet 2025)            |
|                                                                | Ministre de la Promotion féminine, de l'Enfance et des Personnes vulnérables                                                      |              | Charlotte Daffé                                       |
|                                                                | Ministre de l'Enseignement pré-universitaire et de l'Alphabétisation                                                              |              | Jean Paul Cedy                                        |
|                                                                | Ministre de l'Enseignement technique, de la Formation professionnelle et de l'Emploi                                              |              | Aminata Kaba                                          |
|                                                                | Ministre des Affaires étrangères, de l'Intégration africaine et des Guinéens de l'étranger                                        |              | Dr Morissanda Kouyaté                                 |
|                                                                | Ministre de l'Agriculture |              | Felix Lamah (jusqu'au 29 juillet 2025)                |
| Ministre de l'Élevage                                          | |              | Felix Lamah (jusqu'au 29 juillet 2025)                |
|                                                                | Ministre de la Pêche et de l'Économie maritime                                                                                    |              | Fatima Camara (jusqu'au 29 juillet 2025)              |
|                                                                | Ministre de l'Information et de la Communication                                                                                  |              | Fana Soumah                                           |
|                                                                | Ministre de l'Énergie |              | Aboubacar Camara (jusqu'au 29 juillet 2025)           |
| Ministre de l'Hydraulique et des Hydrocarbures                 | |              | Aboubacar Camara (jusqu'au 29 juillet 2025)           |
|                                                                | Ministre du Plan et de la Coopération internationale                                                                              |              | Ismaël Nabé                                           |
|                                                                | Ministre des Transports |              | Ousmane Gaoual Diallo                                 |
|                                                                | Ministre secrétaire général du gouvernement                                                                                       |              | Bénoit Kamano                                         |
|                                                                | Ministre secrétaire général des Affaires religieuses                                                                              |              | Karamoko Diawara                                      |

### Remaniement du 29 juillet 2025[10]
| Portail | Fonction | Portefeuille | Portefeuille               |
| ------- | --- | ------------ | -------------------------- |
|         | Premier ministre |              | Amadou Oury Bah            |
|         | Ministre de la Défense nationale                                                                                                  |              | Aboubacar Sidiki Camara    |
|         | Garde des Sceaux, Ministre de la Justice et des Droits de l'Homme                                                                 |              | Yaya Kairaba Kaba          |
|         | Ministre de la Culture et de l'Artisanat                                                                                          |              | Moussa Moise Sylla         |
|         | Ministre du Tourisme et de l'hôtellerie                                                                                           |              | Mahamadou Abdoulaye Diallo |
|         | Ministre des Infrastructures et des Travaux publics                                                                               |              | Laye Sékou Camara          |
|         | Ministre de la Santé et de l'Hygiène publique                                                                                     |              | Dr Oumar Diouhé Bah        |
|         | Ministre de l'Environnement et du Développement durable                                                                           |              | Djami Diallo               |
|         | Ministre de l'Administration du territoire et de la Décentralisation                                                              |              | Ibrahima Kalil Condé       |
|         | Ministre de l'Enseignement Supérieur, de la Recherche scientifique et de l'Innovation                                             |              | Alpha Bacar Barry          |
|         | Ministre des Mines et de la Géologie                                                                                              |              | Bouna Sylla                |
|         | Ministre de l'Urbanisme, de l'Habitat et de l'Aménagement du territoire, chargé de la récupération des domaines spoliés de l'État |              | Mory Condé                 |
|         | Ministre de la Jeunesse |              | Mamadou Cellou Baldé       |
|         | Ministre des Sports |              | Keamou Bogola Haba         |
|         | Ministre des Postes, des Télécoms et de l'Économie numérique                                                                      |              | Rose Pola Pricemou         |
|         | Ministre de l'Économie et des Finances                                                                                            |              | Mourana Soumah             |
|         | Ministre du Budget |              | Facinet Sylla              |
|         | Ministre du Travail et de la Fonction publique                                                                                    |              | Faya François Bourouno     |
|         | Ministre de la Sécurité et de la Protection civile                                                                                |              | Bachir Diallo              |
|         | Ministre du Commerce |              | Fatima Camara              |
|         | Ministre de l'Industrie et des Petites et Moyennes entreprises                                                                    |              | Dr Diaka Sidibé            |
|         | Ministre de la Promotion féminine, de l'Enfance et des Personnes vulnérables                                                      |              | Charlotte Daffé            |
|         | Ministre de l'Enseignement pré-universitaire et de l'Alphabétisation                                                              |              | Jean Paul Cedy             |
|         | Ministre de l'Enseignement technique, de la Formation professionnelle et de l'Emploi                                              |              | Aminata Kaba               |
|         | Ministre des Affaires étrangères, de l'Intégration africaine et des Guinéens de l'étranger                                        |              | Dr Morissanda Kouyaté      |
|         | Ministre de l'Agriculture |              | Mariama Cire Sylla         |
|         | Ministre de l'Élevage |              | Felix Lamah                |
|         | Ministre de la Pêche et de l'Économie maritime                                                                                    |              | Fassou Théa                |
|         | Ministre de l'Information et de la Communication                                                                                  |              | Fana Soumah                |
|         | Ministre de l'Énergie |              | Namory Camara              |
|         | Ministre de l'Hydraulique et des Hydrocarbures                                                                                    |              | Aboubacar Camara           |
|         | Ministre du Plan et de la Coopération internationale                                                                              |              | Ismaël Nabé                |
|         | Ministre des Transports |              | Ousmane Gaoual Diallo      |
|         | Ministre secrétaire général du gouvernement                                                                                       |              | Tamba Bénoit Kamano        |
|         | Ministre secrétaire général des Affaires religieuses                                                                              |              | Karamoko Diawara           |